# عباسه
عباسه قرية سعودية، تتبع لمحافظة الطائف التابعة لإمارة منطقة مكة المكرمة.

## القرية
تبعد القرية عن محافظة الطائف حوالي 37 كيلو متر بإتجاه الجنوب، نوع الطريق أسفلت. خدمات التعليم: يوجد في القرية مدرسة عباسه بني سعد الابتدائية (بنين)، ومدرسة عباسه بني سعد الابتدائية (بنات). يوجد في المركز مركز عباسه بني سعد للرعاية الصحية الأولية. الخدمات العامة: كهرباء عامة وخدمة بلدية وخدمة بريد وبث تلفزيوني